# Florence Jaukae Kamel
Florence Jaukae Kamel – papuaska artystka i projektantka odzieży z Papui-Nowej Gwinei.
Szczególnie znana jest z pracy z tradycyjnym materiałem bilum z włókien roślinnych przetworzonych techniką zapętlania lub szydełkowania. Z bilum wytwarza torby, sukienki i ubrania. Tradycje tkania bilum przekazała jej matka oraz babka.
Florence Jaukae Kamel zarządza spółdzielnią tkacką Goroka Bilum oraz jest jedną z założycielek Jaukae Bilum Products. W 2002 roku została wybrana na radną lokalnego samorządu. Jest orędowniczką praw kobiet.
W roku 2011 jej prace włączone zostały przez Muzeum Australijskie w Sydney do kolekcji Sztuki Pacyfiku. Jej prace pojawiły się także w galerii Queensland oraz w galerii sztuki współczesnej Threads Contemporary Textiles i Social Fabric. 
W 2016 roku Kamel zaprezentowała swoje prace w Nowym Jorku i Londynie. Była to wystawa sztuki a także pokazy mody ubrań z jej projektów. Pokazy te odbyły się dzięki wsparciu Women Empowerment, programu ONZ, który zaprosił ją i kobiety z sześciu różnych krajów na dwutygodniowe warsztaty w Nowym Jorku i Londynie. Po szkoleniu organizatorzy wydarzenia zapytali mnie, czy mogę uszyć dwie sukienki bilum w ciągu pięciu tygodni na pokaz mody i zrobiłam to od razu, używając winorośli z Okapa i włókna z Kavieng - powiedziała artystka po warsztatach.